# Ulrich Jasper Seetzen

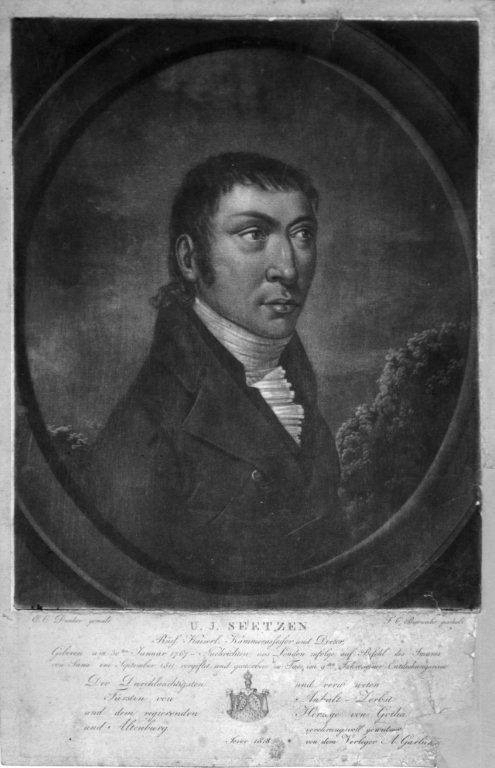
Ulrich Jasper Seetzen.

Ulrich Jasper Seetzen, född den 30 januari 1767 i Sophiengroden i Oldenburg, död i oktober 1811 i närheten av Taiz i Jemen, var en tysk upptäcktsresande.
Seetzen studerade 1785–1788 medicin och naturvetenskap vid universitetet i Göttingen, begav sig 1802 till Konstantinopel och därifrån till Mindre Asien samt genomforskade detta jämte Syrien och Palestina intill 1807. Efter att i Egypten ha gjort en betydande, sedermera till ett museum och bibliotek i Gotha överlämnad samling av handskrifter, fornsaker och naturhistoriska föremål avreste han 1809 till Mecka och därifrån till Medina och Mocka. I september 1811 ämnade han bege sig till Afrika, men anträffades död två dagar efter sin avresa från Mocka, antagligen förgiftad på befallning av imamen i Sanaa. Sina forskningsfärder i Orienten skildrade han i en dagbok, utgiven under titeln Seetzens Reisen durch Syrien, Palästina, Phönizien, die Transjordan-länder, Arabia Peträa und Unter-Aegypten (1854–1859).